# Dithyrea californica
Dithyrea californica là một loài thực vật có hoa trong họ Cải. Loài này được Harv. mô tả khoa học đầu tiên năm 1845.